# Калао сенегальський
Калао сенегальський (Bycanistes fistulator) — вид птахів родини птахів-носорогів (Bucerotidae). 

## Поширення
Вид поширений в низовинах Західної Африки від сходу Сенегалу до заходу Нігерії, включаючи Гвінею-Бісау, Гвінею, Малі,  Сьєрра-Леоне, Ліберію, Кот-д'Івуар, Гану, Того та Бенін. Мешкає в первісих вічнозелених лісах і галерейних лісах, у мангрових утвореннях і в болотистих лісах.

## Опис
Птах завдовжки 45 см, вага 463-710 г у самців і 413-500 г у самиць. Оперення чорного кольору, лише живіт, круп, махові пера крил та крайні кермові пера білі.  Дзьоб і шолом на ньому коричневі з кремовою основою і численними виїмками з боків. Гола шкіра навколо очей темно-синього кольору.

## Спосіб життя
Майже 90 % раціону складають плоди, решта — комахи, різні безхребетні та дрібні хребетні. Конкретного сезону розмноження немає, він залежить від наявності поживи. Гніздо розташоване в природній порожнині дерева на висоті від 8 до 15 метрів над землею. Виводок містить від 1 до 3 яєць, але зазвичай виживає лише одне пташеня.

## Підвиди
- B. f. fistulator (Cassin, 1850) — поширений від Сенегалу до річки Нігер (західна Нігерія);
- B. f. sharpii (Elliot, 1873) — поширений від річки Нігер до західної частини Демократичної Республіки Конго на сході та північно-західної Анголи на півдні;
- B. f. duboisi Sclater, 1922 — поширений в Центральноафриканській Республіці та в басейні річки Конго аж до західної Уганди на сході та центрально-південної та східної Демократичної Республіки Конго на півдні.